# (400257) 2007 RF26
(400257) 2007 RF26 es un asteroide perteneciente al cinturón de asteroides, descubierto el 4 de septiembre de 2007 por el equipo del Mount Lemmon Survey desde el Observatorio del Monte Lemmon, Arizona, Estados Unidos.

## Designación y nombre
Designado provisionalmente como 2007 RF26.

## Características orbitales
2007 RF26 está situado a una distancia media del Sol de 2,367 ua, pudiendo alejarse hasta 2,905 ua y acercarse hasta 1,829 ua. Su excentricidad es 0,227 y la inclinación orbital 2,626 grados. Emplea 1330,60 días en completar una órbita alrededor del Sol.

## Características físicas
La magnitud absoluta de 2007 RF26 es 18,4.